# 安北府の戦い
安北府の戦い（アンブクプのたたかい）は、1231年にサリクタイ・コルチ率いるモンゴル軍と、高麗の正規軍である三軍が野戦において激突した戦いである。この戦役で敗北した高麗は、モンゴル軍に正面から抗しがたいことを悟り、これ以後は海島や山城に拠る堅壁清野戦術で対抗することになる。

## 背景
高麗は1219年の江東城の戦い以降、モンゴル帝国と兄弟の盟約を結んで歳貢を納めていた。しかし、1225年に帰国途中のモンゴル使臣が、鴨緑江近辺で何者かに殺害されると国交が断絶された。1229年に即位したモンゴルの新帝オゴデイ・カアンは、使者殺害の罪を問うという名分のもと、サリクタイ・コルチ率いる一軍を高麗へ派遣した。
1231年8月下旬に鴨緑江を渡り高麗領内に侵攻したモンゴル軍は、短期間で義州・龍州・鉄州を攻略した。モンゴル軍の先鋒隊は、亀州や慈州など抵抗の激しい城は残したまま南下を急ぎ、9月10日に西京、9月14日には黄州・鳳州にまで到達する。
高麗の兵制では、38領3万8000人の保勝軍・精勇軍の中から三軍を編成して有事にあたることになっていた。高麗朝廷の実権者である崔瑀は、9月2日に三軍の進発を決定。大将軍の蔡松年を北界兵馬使に任命し、諸道の兵を招集させた。更に馬山の草賊から精兵5000人、冠岳山の草賊から賊魁5人と精鋭50人も高麗軍に加わった。
9月下旬、三軍は黄州の洞仙駅でモンゴル軍の先鋒隊を撃破して北上した。一方、サリクタイ率いるモンゴル軍本隊も、9月29日に宣州・郭州を攻略して南下する。

## 戦闘
10月21日、サリクタイは安北府の城下に至り、駐屯する高麗の三軍に決戦を挑む。三軍は当初城から出ようとしなかったが、後軍の陣主大集成が野戦を強く主張したため出撃し、城外に布陣した。
戦闘が始まるとモンゴル軍は下馬して隊列を組む一方、騎兵の別働隊が高麗の右軍を強襲。モンゴル軍の矢が雨のように降り注ぐ中、高麗軍は乱れた右軍を救援しようとした中軍もまた乱れて壊走状態となる。モンゴル軍の追撃によって高麗兵の過半数が殺害され、将軍李彦文・鄭雄・右軍判官蔡識らも戦死した。

## 影響
安北府を占領したモンゴル軍は南下を続け、12月1日には高麗の首都開京を包囲した。万策尽きた高麗はサリクタイのもとへ莫大な貢物を贈って降伏し、モンゴル軍に攻略された40余城には72人のダルガチが置かれることになった。
しかし、翌1232年1月にモンゴル軍が去ると、崔瑀は徹底抗戦のため国都を漢江河口の江華島に移し、諸道の民には海島や山城への待避を命じた上で、ダルガチを皆殺しにする。オゴデイも直ちに問罪の兵を発し、1259年に高麗が屈するまで朝鮮半島はモンゴル軍によって蹂躙された。

## 史料
- 『元史』
- 『元高麗紀事』
- 『高麗史』
- 『高麗史節要』
- 『東国通鑑』